# 共通線信号No.7
共通線信号No.7 (英: Common  Channel Signaling System No.7、SS7) は、世界各地の公衆交換電話網で使われている電話網用のシグナリング・プロトコルである。

## 概要
日本の通信業界では単にSS7（エスエスセブン）あるいはNo.7（ナンバーセブン）、No.7（共通線）信号方式などとも呼ばれる。
主に電話をかけるときと切るときの制御信号のやり取りを規定しており、他にも、発信者番号の通知、プリペイド課金、ショートメッセージサービス (SMS) などの各種サービスを提供するための仕様が規定されている。SS7の信号は音声用通信路とは別の共通線信号用通信路を通して送受信される。
北米では、CCSS7 (Common Channel Signaling System 7) とも呼ぶ。ヨーロッパ、特にイギリスでは C7 (CCITT number 7)、number 7、CCIS7 などとも呼ぶ（ITU-Tは、かつてCCITTと呼ばれていたため）。
国際的なSS7プロトコルは、ITU-Tが Q.700シリーズ勧告で定義している。各国はこれを基に国家規格を定めており、それぞれ微妙に違いがある。ITU-TのQ.700シリーズ勧告に基づいたANSIとETSIの2つの規格をさらに各国で調整して国家規格にしていることが多い。国家規格にはそれぞれ独特の特徴があり、特に他と違っているのは中華人民共和国 (PRC) と日本 (TTC) の規格である。それぞれCH7、J7と呼びC7などとは区別することがある。なお、日本での仕様はTTCにて標準を定めており、多くのキャリアにおいてTTC標準への準拠を謳っているが、実際にはキャリア毎に仕様が異なる部分があり動作は同一ではない。詳細は各社へ問い合わせるか実際に試験をして動作を確認する必要がある。
Internet Engineering Task Force (IETF) もSS7の第2層から第4層に相当するプロトコルを定義している。SS7 の MTPレベル2（M2UAとM2PA）、MTPレベル3 (M3UA)、SCCP (SUA) であるが、第4層（トランスポート層）は SCTP を新たに定めている。これらプロトコル群は策定したワーキンググループ名をとって SIGTRAN と呼ばれIPプロトコル上でのSS7信号の送受信 (ss7 over ip) を実現している。

## 歴史
共通線信号方式は、大手電話会社とITU-Tが1975年から開発を始め、1977年に最初の国際標準であるNo.6共通線信号方式（英語）が制定された。No.7共通線信号方式は1980年、Q.7XXシリーズ勧告としてITU-Tにより国際標準化された。No.6信号方式の信号単位が28ビットに制限されていて、機能が限られている点とデジタルシステムに馴染まないことから、これを代替すべくSS7が策定された。SS7は従来の SS6、SS5、R1、R2を事実上代替したが、R1とR2については今も使っている国がある。
SS5などの初期の帯域内信号プロトコルでは、呼設定情報は特殊な多重周波数の音の形で電話線上（通信事業者の用語では「ベアラ・チャネル (bearer channel)」）で送った。この方式は、ブルーボックスに代表されるフリーキング（電話回線の不正使用）問題を引き起こした。現在では、電話機では話者の音声を送る経路と制御信号を帯域外で送る経路を分離し、話者の音声を制御信号と間違う危険性を排除している。
SS6とSS7では、信号情報は帯域外となり、独立した「信号用経路」で転送されるようになった。これによってエンドユーザーはそれら経路にアクセスできなくなり、ブルーボックスのようなセキュリティ問題が解消された。SS6やSS7が共通線信号方式と呼ばれるのは、信号用通信路とベアラ・チャネル（通話用通信路）をハード的に分離していることに由来する。信号用経路が別に必要となるが、信号の転送速度が向上するため、通話用通信路を使っている時間は短縮される。
共通線信号方式をIETFがIP上に置き換えたものがSIGTRANプロトコル群である。IP上で転送する際は、SIGTRANプロトコル群がSS7のように働くのではなく、単に既存のSS7の信号をSCTPプロトコル上でそのまま転送する。

## プロトコル参照モデル
電話網ではOSIのモデルとは若干異なり、プロトコルを以下の2 - 3つの面（プレーン）に機能分割したモデルを採用している。No.7共通線信号方式はこのなかの制御プレーンと管理プレーンに相当する。
- 制御プレーン (C-plane) - 呼制御に関する情報のやり取りに関する機能群
- ユーザプレーン (U-plane) - ユーザ情報（音声等）のやり取りに関する機能群
- 管理プレーン (M-Plane) - 主に網管理（OAM等）に関する情報をやり取りする機能群

## 機能
電話において「信号 (signaling)」と言った場合、通信経路上の呼の確立に関連した制御情報のやり取りを意味する。例えば、電話をかける人がダイヤルした電話番号、電話をかけた側の課金番号といった情報が制御情報に相当する。
本来通話内容を伝送する回線上で（制御）信号も伝送することを 回線個別信号方式あるいは個別線信号方式 (Circuit-Associated Signalling CAS) と呼ぶ。初期の電話はこの方式だった。一方SS7の方式は 回線非対応信号方式 (Non-Circuit-Associated Signalling NCAS) であり、信号を扱う経路や機器は通話回線とは別に存在する。CASでは、それほど多くの信号情報をやり取りすることはできなかった。通常は単にダイヤルした番号を信号として送る程度で、呼の設定にしか使われず、さらに課金される通話では課金番号が送信されていた。SS7は高性能なパケットベースの通信プロトコルであり、呼設定時にも通話中も通話終了時にも大量の情報をやり取りすることができる。この能力を利用して様々なサービスが開発できるようになった。たとえば、自動転送、ボイスメール、キャッチホン、電話会議、ナンバーディスプレイなどがある。
SS7信号方式の中でも最初に実用化された上位層プロトコルは、呼（通話）の設定・維持・解放に関するものだった。電話ユーザ部 (Telephone User Part, TUP) はヨーロッパで採用され、ISDN ユーザ部（ISUP、アイサップ）は北米の公衆交換電話網 (PSTN) で 基本電話サービス (POTS) のために採用された。ISUPは後にヨーロッパでもISDN網への移行と共に採用されるようになった。なお、北米ではISDN網への移行は完全には行われておらず、従来のPSTNによるPOTSサービスが行われている地域が多い。SS7信号網は完全に分離した形で配備する必要があるため、最寄りの電話交換機とカスタマ構内設備 (CPE) の間の信号にはこの方式は使わず、交換機同士の間でのみSS7を採用している。
SS7での制御信号のやり取りには通話用回線が必須ではないため、Non-Facility-Associated Signalling (NFAS) が可能となった。NFASは、通話が行われている経路とは無関係に網内の任意の箇所と信号だけを交換する方式で、例えばサービスの購入、機能の活性化、なんらかのデータベースを利用したサービスなどが可能である。また、NFASにより通話中の信号情報のやり取りもできるようになった。
SS7により 通話呼非対応信号方式 (Non-Call-Associated Signalling) も可能となった。これは、呼を確立しなくとも信号だけをやり取りするものである。例えば、携帯電話とHLR (Home Location Register) データベースの間の登録情報のやり取りがある。他にも、インテリジェントネットワークや番号ポータビリティデータベースがこれを利用して実装されている。

### 信号モード
呼設定や呼自体に関わる装置との関連度は信号によって様々だが、同時にSS7には以下の3つの運用モードがある。
- 対応モード (Associated Mode)
- 非対応モード (Non associated Mode)
- 準対応モード (Quasi-Associated Mode)

対応モードで運用する場合、SS7信号は（中継）電話交換機と1対1で対応する信号回線を通して伝送される。小さい網ではこの方が経済的である。北米ではあまり採用されていない。
非対応モードで運用する場合、SS7信号は起点の電話交換機から終点の電話交換機まで、信号中継局 (STP) で構成されるSS7専用の信号網で伝送される。大規模な網ではこちらの方が経済的である。
準対応モードは非対応モードと同じだが使用する信号中継局が事前に決定されている。北米ではこちらがよく使われている。

## 物理ネットワーク
SS7では信号と音声を明確に分離する。SS7が機能するには網を構成する全ての機器がSS7に対応している必要がある。網はいくつかのリンクタイプ (A・B・C・D・E・F) と3種類の信号ノードであるサービス交換点 (SSP)、信号中継局 (STP)、サービス制御点 (SCP) で構成される。ノードには識別番号が付与されている。拡張サービスはSCPにあるデータベースインタフェースが提供する。
信号局間のリンクは全二重の56・64・1,536・1,984 kbit/s の回線などがある。2つのノード間に複数のリンクを敷設することで容量を増加させることができる。
ヨーロッパでは、交換機間をFリンクで直接接続してSS7リンクとしており、上述の信号モードで言えば Associated Mode である。北米ではSTPを使い、交換機間を間接的にリンクしている。上述の信号モードで言えば Quasi-Associated Mode であり、SCPと交換機を接続するリンク数を減らすことができる。
大容量のリンク（1,536 および 1,984 kbit/s、通常 1.5Mbit/s と 2.0Mbit/s と呼ばれる）は High Speed Links (HSL) と呼ばれ ITU-T 勧告 Q.703 で規定されている。HSLはT1 (1.536 Mbit/s) やE1 (1.984 Mbit/s) の転送能力を全て使う。

## SS7 プロトコルスタック
SS7のプロトコルスタックは、OSI参照モデルを部分的に借用している。SS7ではOSIの第1層から第3層までがメッセージ転送部 (Message Transfer Part, MTP) と信号接続制御部 (Signalling Connection Control Part, SCCP) により提供されている（これらを合わせて ネットワークサービス部 (Network Service Part, NSP) と称する）。電話ユーザ部 (Telephone User Part, (TUP)) やISDNユーザ部 (ISDN User Part, (ISUP)) は回線関連の信号であり、これらユーザ部はOSIの第7層に相当する。現在のところ、OSIの第4層から第6層に相当するプロトコルは存在しない。トランザクション機能応用部 (Transaction Capabilities Application Part, TCAP) はSCCPの上位プロトコルに当たり、SCCPをコネクションレスモードで使用する。SCCPをコネクションオリエンテッドモードで使う上位プロトコルとしては BSSAP や RANAP がある。TCAPは、MAP (Mobile Application Part)、INAP (Intelligent Network Application Part)、CAP (CAMEL Application Part) などのTCユーザにトランザクション機能を提供する。
MTPはOSIのネットワーク層の機能として、ネットワークインタフェース、情報転送、メッセージ制御と上位層へのルーティング機能などを提供する。SCCPはOSIのネットワーク層の残りの機能を補完するもので、エンド・ツー・エンドのアドレッシング、グローバルタイトル変換とルーティング、コネクションレス型メッセージ (UDT)、上位層への管理サービスなどを提供する。TUPは呼の接続に使われる。ISUPは呼の設定・維持・完了を扱う。TCAPはデータベースへの問い合わせを生成し、拡張機能を呼び出したり、INAPでインテリジェントネットワークにリンクしたり、MAPで携帯サービスに接続したりするのに使われる。